# Andru Donalds
Andru Donalds (* 16. November 1974 in Kingston, Jamaika) ist ein jamaikanischer Musiker und Komponist, der sowohl als Solokünstler als auch als Sänger beim Musikprojekt Enigma tätig ist.

## Biografie
Andru Donalds wurde in Kingston, Jamaika geboren. Seine musikalische Bandbreite reicht von Pop-Rock bis hin zu Reggae und Balladen. Seine musikalischen Vorbilder sind The Beatles, Prince, Bob Marley, Queen, Michael Jackson und Black Uhuru.

### Solokarriere
Andru verließ die Schule im Alter von 18 Jahren und reiste danach nach England, Holland und New York, um dort Erfahrungen als Sänger und Songwriter zu machen. Er traf dann auf Musikproduzent Eric Foster White, der schon u. a. mit Frank Sinatra, Britney Spears, Whitney Houston oder den Backstreet Boys zusammengearbeitet hatte. Zusammen produzierten sie das Debütalbum Andru Donalds. Daraus wurden die zwei Singles Mishale und Save Me Now ausgekoppelt.
Sein zweites Album Damned, If I Don’t wurde 1997 veröffentlicht. Der Song Somebody’s Baby war auch auf dem Soundtrack zum Film Good Will Hunting zu finden.
Im April 1998 engagierte der Produzent und Komponist Michael Cretu ihn für sein Projekt Enigma. Darüber hinaus produzierte er auch Donalds drittes Album Snowin’ Under My Skin. Daraus wurden die zwei Singles All Out of Love, eine Coverversion der Band Air Supply und Simple Obsession ausgekoppelt. Für All Out of Love bekam Donalds eine Goldene Schallplatte.
2001 erschien Donalds viertes Album Let’s Talk About It mit der Single (I’m Not Your) One Night Lover. 2005 war er mit dem Song And I Feel auf dem Soundtrack zum Film Barfuss zu finden. Darüber hinaus arbeitete er im gleichen Jahr mit der ukrainischen Sängerin Evgenia Vlasova zusammen. 2006 folgte ein Best-Of-Album mit den Singles Dreamer und Let the Stars Fall Down, 2007 war Donalds Co-Autor von Sandras Single The Way I Am.

### Enigma
Andru Donalds war bei folgenden Songs zu hören:
- 2000: The Screen Behind the Mirror
  - Modern Crusaders, The Screen Behind the Mirror
- 2003: Voyageur
  - Boum-Boum, In the Shadow, In the Light
- 2006: A Posteriori
  - Hello and Welcome
- 2008: Seven Lives, Many Faces
  - Seven Lives, Distorded Love, Je t'aime Till My Dying Day

## Diskografie

### Alben
| Jahr | Titel                 | Höchstplatzierung, Gesamtwochen, AuszeichnungChartplatzierungen (Jahr, Titel, Platzierungen, Wochen, Auszeichnungen, Anmerkungen) | Höchstplatzierung, Gesamtwochen, AuszeichnungChartplatzierungen (Jahr, Titel, Platzierungen, Wochen, Auszeichnungen, Anmerkungen) | Höchstplatzierung, Gesamtwochen, AuszeichnungChartplatzierungen (Jahr, Titel, Platzierungen, Wochen, Auszeichnungen, Anmerkungen) | Höchstplatzierung, Gesamtwochen, AuszeichnungChartplatzierungen (Jahr, Titel, Platzierungen, Wochen, Auszeichnungen, Anmerkungen) | Höchstplatzierung, Gesamtwochen, AuszeichnungChartplatzierungen (Jahr, Titel, Platzierungen, Wochen, Auszeichnungen, Anmerkungen) | Anmerkungen |
| Jahr | Titel                 | DE | AT | CH | UK | US | Anmerkungen |
| ---- | --------------------- | --- | --- | --- | --- | --- | ----------- |
| 1995 | Andru Donalds         | DE52 (18 Wo.)DE | AT34 (1 Wo.)AT | — | — | — |             |
| 1999 | Snowin’ Under My Skin | DE44 (12 Wo.)DE | AT30 (9 Wo.)AT | CH11 (11 Wo.)CH | — | — |             |

Weitere Alben
- 1997: Damned, If I Don’t
- 2001: Let’s Talk About It
- 2006: Best Of (Kompilation)
- 2011: Trouble in Paradise

### Singles
| Jahr | Titel Album                            | Höchstplatzierung, Gesamtwochen, AuszeichnungChartplatzierungen (Jahr, Titel, Album, Platzierungen, Wochen, Auszeichnungen, Anmerkungen) | Höchstplatzierung, Gesamtwochen, AuszeichnungChartplatzierungen (Jahr, Titel, Album, Platzierungen, Wochen, Auszeichnungen, Anmerkungen) | Höchstplatzierung, Gesamtwochen, AuszeichnungChartplatzierungen (Jahr, Titel, Album, Platzierungen, Wochen, Auszeichnungen, Anmerkungen) | Höchstplatzierung, Gesamtwochen, AuszeichnungChartplatzierungen (Jahr, Titel, Album, Platzierungen, Wochen, Auszeichnungen, Anmerkungen) | Anmerkungen                                           |
| Jahr | Titel Album                            | DE | AT | CH | US | Anmerkungen                                           |
| ---- | -------------------------------------- | --- | --- | --- | --- | ----------------------------------------------------- |
| 1994 | Mishale Andru Donalds                  | DE18 (38 Wo.)DE | AT16 (8 Wo.)AT | CH13 (31 Wo.)CH | US38 (19 Wo.)US |                                                       |
| 1998 | Beautiful Friday Damned, If I Don’t    | DE95 (4 Wo.)DE | — | — | — |                                                       |
| 1999 | All Out of Love Snowin’ Under My Skin  | DE3 Gold · (24 Wo.)DE | AT3 Gold · (14 Wo.)AT | CH3 (18 Wo.)CH | — |                                                       |
| 1999 | Simple Obsession Snowin’ Under My Skin | DE83 (6 Wo.)DE | — | — | — |                                                       |
| 2000 | Precious Little Diamond                | DE85 (4 Wo.)DE | — | — | — | Backing Vocals: Sandra Original von Fox the Fox, 1984 |

Weitere Singles
- 1994: Save Me Now
- 1995: Tryin’ to Tell Ya
- 1998: Lovin’ You
- 2000: (I’m Not Your) One Night Lover
- 2001: Hurts to Be in Love
- 2001: Someday
- 2005: Limbo (mit Evgenia Vlasova)
- 2006: Wind of Hope (mit Evgenia Vlasova)
- 2006: Dreamer
- 2006: Let the Stars Fall Down
- 2007: AD07 (EP)
- 2009: Stop the Pain (mit Tony Rebel und Sly & Robbie)
- 2010: Marble Eyes
- 2011: Falling Down
- 2012: Serenade

## Auszeichnungen
- 2000: RSH-Gold[4]